# 연쇄 법칙
미적분학에서 연쇄 법칙(連鎖法則, 영어: chain rule)은 함수의 합성의 도함수에 대한 공식이다.

## 정의

### 실변수 실숫값 함수
함수 {\displaystyle g}가 {\displaystyle x_{0}}에서 미분 가능하며, 함수 {\displaystyle f}가 {\displaystyle g(x_{0})}에서 미분 가능하다고 하자. 그렇다면, {\displaystyle f\circ g}는 {\displaystyle x_{0}}에서 미분 가능하며, 그 미분은 다음과 같다.
{\displaystyle (f\circ g)'(x_{0})=f'(g(x_{0}))g'(x_{0})}
특히, 만약 {\displaystyle g}가 구간 {\displaystyle I}에서, {\displaystyle f}가 {\displaystyle g(I)}에서 미분 가능하다면, {\displaystyle f\circ g}는 {\displaystyle I}에서 미분 가능하며, 그 미분은 다음과 같다.
{\displaystyle (f\circ g)'=(f'\circ g)\cdot g'}
이를 라이프니츠 표기법 및 표기 {\displaystyle y=f(u)}, {\displaystyle u=g(x)}를 사용하여 다시 쓰면 다음과 같다.
{\displaystyle {\frac {dy}{dx}}={\frac {dy}{du}}\cdot {\frac {du}{dx}}}
카라테오도리 보조정리를 이용하면 간단하게 증명할 수 있다. 연쇄 법칙을 적분에 거꾸로 적용한 것을 치환 적분이라고 한다.
보다 일반적으로, 함수의 합성의 고계 도함수에 대한 다음과 같은 공식이 성립하며, 이를 파 디 브루노 공식(영어: Faà di Bruno's formula)이라고 한다.
{\displaystyle (f\circ g)^{(n)}(x)=\sum _{k_{1},\dots ,k_{n}\geq 0}^{k_{1}+2k_{2}+\cdots nk_{n}=n}{\frac {n!}{k_{1}!\cdots k_{n}!}}f^{(k_{1}+\cdots +k_{n})}(g(x))\prod _{m=1}^{n}\left({\frac {g^{(m)}(x)}{m!}}\right)^{k_{m}}}

### 다변수 벡터값 함수
a ∈ Rn, g : Rn → Rm, f : Rm → Rp라 하자. 만약 g가 a에서 미분가능하고, f가 g(a)에서 미분가능하다면 f∘g는 a에서 미분가능하고 그 값은 아래와 같다.
{\displaystyle D(f\circ g)(\mathbf {a} )=Df(g(\mathbf {a} ))Dg(\mathbf {a} )}
합성함수의 편미분은 일일이 위 행렬을 계산할 필요 없이 간단히 쓸 수 있다. g(x1, x2, …, xn) : Rn → Rm , f(u1, u2,…, um) : Rm → R 가 a에서 미분가능하다고 하면 Df는 ∇f가 되고 함수 z = f∘g= f(g(x1, x2, …, xn))는 미분가능하고 미분은
{\displaystyle Dz(a)=D(f\circ g)(\mathbf {a} )=Df(g(\mathbf {a} ))Dg(\mathbf {a} )=\nabla f(g(\mathbf {a} ))Dg(\mathbf {a} )}
편미분은
{\displaystyle {\frac {\partial f}{\partial x_{j}}}=\sum _{i=1}^{m}{\partial f \over \partial u_{i}}{\partial u_{i} \over \partial x_{j}}={\partial f \over \partial u_{1}}{\partial u_{1} \over \partial x_{j}}+{\partial f \over \partial u_{2}}{\partial u_{2} \over \partial x_{j}}+\cdots +{\partial f \over \partial u_{m}}{\partial u_{m} \over \partial x_{j}}}
이다.

## 같이 보기
- 곱의 규칙
- 고계도함수
- 테일러급수